# Lait de foin

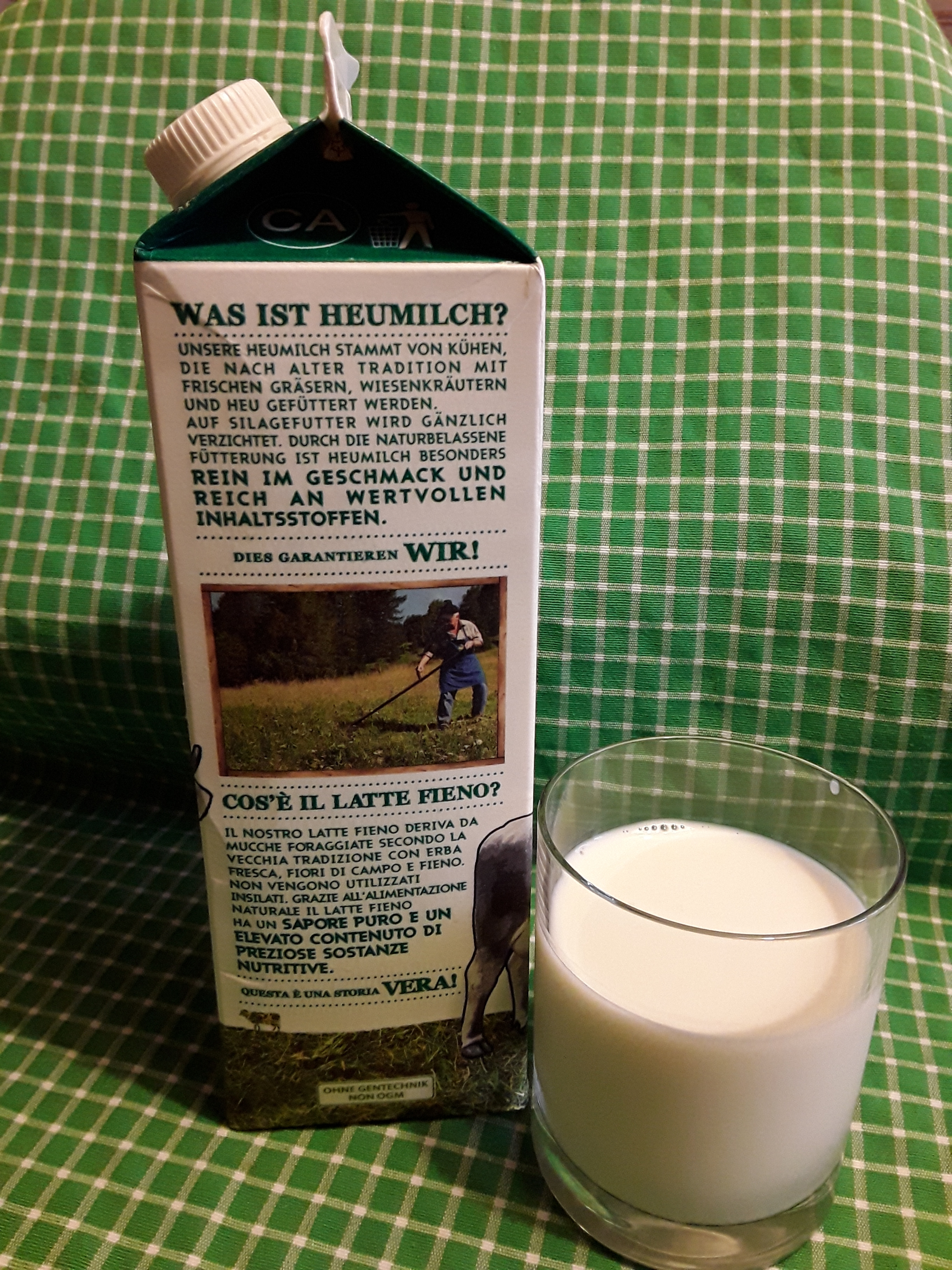
Lait de foin

Le lait de foin est un lait de vache, de chèvre ou encore de brebis provenant d'animaux nourris majoritairement avec de l’herbe et du foin.

## Historique et cahier des charges
Le lait de foin est apparu en Autriche en 2009 sous l'appellation Heumilch. Au niveau européen, une appellation « Spécialité traditionnelle garantie » (STG) a été déposée auprès de l'Institut national de l'origine et de la qualité. Le label STG est créé en 2016 pour le lait de vache, avec un cahier des charges respectant celui des éleveurs autrichiens et depuis mars 2019 pour le lait de chèvre ainsi que le lait de brebis. Il s'agit de la première STG laitière, mais la deuxième STG française après « les moules de bouchot »[pas clair][réf. nécessaire].
Ce label européen atteste qu'un produit alimentaire a été élaboré selon un mode de production, une recette ou une composition traditionnelle. Il prévoit que les animaux soient nourris sans OGM avec au moins 75 % d’herbe ou de foin.
Ce mode de production est très développé en Autriche avec 15 % de la population laitière qui est commercialisée sous ce label[réf. nécessaire]. En Europe, seulement 3 % de la population laitière est concernée pour l'année 2018[réf. nécessaire].

## Caractéristiques du produit

### Nutrition et goût
On peut utiliser cette matière première pour différents produits laitiers, surtout les fromages affinés. Les aliments fermentés modifient la qualité organoleptique du lait dû à la formation  de spores et de bactéries dans celui-ci, en lui donnant un goût déplaisant, c’est pourquoi le lait de foin est une matière première idéale pour la transformation en fromage.
Le lait de foin a des qualités nutritionnelles élevées, avec plus d'acide gras oméga-3 et d'acide linoléique conjugués (ALC) que les produits laitiers classiques. Il respecte un bon rapport oméga-6 / oméga-3 inférieur à la norme de 5 % d'acides gras totaux. Le lait de foin à un rapport compris entre 2,1 et 2,4 % d'acides gras totaux par litre de lait.
Grâce à des prairies regroupant une flore variée, riche, et de qualité ; les animaux produisent un lait avec une haute qualité et un goût particulier.

### Bien-être animal
L'alimentation des animaux suit le cours de la nature et des saisons avec de l'herbe pâturée au printemps et l'été, ainsi que du foin séché en hiver. Leur apporter une alimentation combinée principalement d’herbe et de foin est conforme à leur physiologie. De plus, cela certifie des animaux en bonne santé, moins vulnérables, avec pour conséquence la diminution du recours aux traitements vétérinaires. En complément, les vaches laitières peuvent avoir des céréales et des minéraux afin de couvrir leurs besoins.

### Environnement
Les agriculteurs qui produisent du lait de foin voient l’herbe comme une ressource, un aliment de haute qualité qui représente pour eux un fort intérêt. Il participe à la protection de la biodiversité et à la préservation des paysages, en les entretenant pour soutenir le développement durable, ce système a pour avantage une faible consommation d’eau et contribue à un sol riche en humus qui capte du CO2. Le lait de foin permet la baisse de l’emploi des intrants (semences, engrais, produits phytosanitaires).

## Perspectives
En 2018, ce projet à petite dimension peut-être ambitieux dans les prochaines années. Le lait de foin est une vraie réponse à un besoin avéré de l'ensemble des acteurs autant que l'environnement. Il préserve les races laitières locales ainsi que les territoires limitant la fermeture des milieux. On peut penser à une survie de la production laitière durable dans un contexte peu propice à l'industrie laitière.
Pour cela en 2018 l’association lait de foin a été reconnue comme organisme de défense et gestion. L'association permet d’accompagner les producteurs qui souhaitent s’engager dans la démarche.
Ce mode de production, plus traditionnel, serait aussi plus écologique à plusieurs points de vue et plus respectueux du bien-être animal,.